# Egao Yes Nude
"Egao Yes Nude" (笑顔YESヌード Egao Yes Nūdo?, "Smile Yes Nude") este de-al treizecidoilea single a trupei  Morning Musume. Acesta a fost lansat pe 14 februarie 2007. Acesta a fost un zvon ca ar fi ultimul single pentru Hitomi Yoshizawa (lider până în Mai 6, 2007), dar acest lucru a fost infirmat. Acesta este primul single pentru cea de-a opta generație Aika Mitsui.
Există trei versiuni diferite de single. Ediție limitată include un DVD bonus și a număr de catalog EPCE-5450~1. Ediție limitată B vine într-un pachet special cu un 32-pagina foto broșură și a număr de catalog EPCE-5452. Regulat ediție a număr de catalog EPCE-5453, și în primul rând de presă din această ediție are o fotografie cu card inclus.
Single V a fost lansat pe 7 martie 2007, ediție limitată a inclus o photocard de Mitsui.
Vânzările totale de CD-ul single au fost 53,047, care a ajuns la numărul patru pe Oricon Charts.

## Melodii

### CD
1. "Egao Yes Nude" (笑顔Yesヌード Smile Yes Nude?)
2. "Sayonara no Kawari ni" (サヨナラのかわりに Instead of Goodbye?)
3. "Egao Yes Nude (instrumental)"

### DVD
1. "Egao Yes Nude"
2. "Egao Yes Nude (Dans Shot Ver.)"
3. "Making of" (メイキング映像?)

## Membri la data de single
- 4-a generație: Hitomi Yoshizawa
- 5-a generație: Ai Takahashi, Risa Niigaki
- A 6-a generație: Miki Fujimoto, Eri Kamei, Sayumi Michishige, Reina Tanaka
- A 7-a generație: Koharu Kusumi
- A 8-a generație (debut): Aika Mitsui

## Personal
- Hitomi Yoshizawa – voce
- Ai Takahashi – voce
- Risa Niigaki – voce
- Miki Fujimoto – voce
- Eri Kamei – voce
- Sayumi Michishige – voce
- Reina Tanaka – voce
- Koharu Kusumi – voce
- Aika Mitsui – voce
- Koichi Korenaga – chitara
- Hiroshi Matsui – programare și tastatură
- Hiroaki Takeuchi – voce de fundal (chorus)
- Tsunku – voce de fundal (chorus)

## Link-uri externe
- Egao Yes Nude intrări pe Up-Front Works site-ul oficial: CD Arhivat în 13 februarie 2012, la Wayback Machine., DVD Arhivat în 26 februarie 2007, la Wayback Machine.